# Active Format Description
Nella tecnologia televisiva, il termine Active Format Description o AFD indica un insieme di codici che possono essere inseriti all'interno di un flusso MPEG o del segnale trasportato da un'interfaccia SDI. Questi codici indicano informazioni sul video, principalmente sul rapporto d'aspetto delle immagini. L'AFD permette di trasmettere programmi in ogni formato, sia in 4:3 che in 16:9, sullo stesso canale, lasciando al decoder o all'apparato ricevente l'adeguamento o la conversione delle immagini trasmesse.
I codici standard AFD permettono di identificare non solo il rapporto d'aspetto, ma anche l'"area protetta" all'interno del video attivo, ossia la zona (tipicamente il 90% dell'immagine) al di fuori della quale il contenuto visibile può essere tagliato senza compromettere la comprensione dell'accaduto né la leggibilità di eventuali titoli.
La sigla AFD viene a volte espansa in maniera scorretta come "Active Format Descriptor" anziché Active Format Description. Non c'è, infatti, in questo segnale, nessun "descrittore" (termine che ha un significato ben specifico nel protocollo ISO/IEC 13818-1 del Moving Picture Experts Group).

## AFD e video MPEG
I codici AFD non fanno parte dello standard MPEG: sono una sua estensione introdotta per la trasmissione digitale, e in seguito sono stati adottati con alcuni modifiche anche dall'ATSC. La SMPTE ha in seguito adottato i codici l'AFD per l'uso con l'interfaccia SDI, come standard SMPTE 2016-1-2007, "Format for Active Format Description and Bar Data".
Per la generazione del flusso WSS vengono usati spesso i codici AFD, anche se non è strettamente necessario.
Il controllo della commutazione del rapporto d'aspetto del segnale trasmesso è più accurato usando i codidi AFD, dal momento che in flusso MPEG la segnalazione relativa può avvenire solo all'inizio di ogni group of pictures (GOP), cioè tipicamento ogni 12 fotogrammi circa.
I dati AFD sono trasmessi nel Video Layer di un flusso MPEG (documento ISO/IEC 13818-2). In un segnale video digitale, sono trasmessi sulla linea 11.

## Uso pratico
Un segnale in 16:9 può essere trasmesso con l'AFD 8 o 10, che identifica tutto il fotogramma come video attivo che non dovrebbe essere rifilato. Su un televisore 4:3 questo segnale verrà visualizzato come 4:3 letterbox per permetterne una visualizzazione completa. Un altro segnale, sempre in 16:9, potrebbe avere l'AFD 15, che indica che la parte importante del video è mantenuta nella zona centrale e che quindi il monitor può tagliare le zone laterali dell'immagine.

### Lista completa dei codici AFD
Valori secondo protocollo ETSI TS 101 154 V1.7.1 Annex B, ATSC A/53 Part 4 e SMPTE 2016-1-2007
| 0   | ESTI: riservato; ATSC: non definito |
| 1   | riservato |
| 2   | ETSI: 16:9 active picture (allineato al bordo superiore); ATSC: "non raccomandato" |
| 3   | ETSI: 14:9 active picture (allineato al bordo superiore); ATSC: "non raccomandato" |
| 4   | ETSI: box > 16:9 (centrato): immagine più ampia del video attivo in 16:9. Non è noto il rapporto d'aspetto della sorgente, e non è indicata la dimensione delle bande orizzontali. ATSC: L'estensione delle bande dovrebbe essere trasmessa quando si usa questo codice. |
| 5–7 | riservato |
| 8   | 16:9 a schermo pieno |
| 9   | 4:3 Pillarbox |
| 10  | 16:9 a schermo pieno. Non è ammessa la rifilatura dei bordi. Questo codice AFD è stato aggiunto allo standard per identificare esplicitamente il contenuto che non deve essere tagliato. In pratica, questo codice è identico al numero 8.                               |
| 11  | 14:9 Pillarbox |
| 12  | non usato |
| 13  | 4:3 con area protetta in 14:9. Lo standard non definisce il termine "area protetta", che indica un'area che può essere tagliata senza perdere informazioni importanti.                                                                                                   |
| 14  | 16:9 con area protetta in 14:9. In questo caso le bande laterali rispetto all'area esterna del 14:9 possono essere tagliate. |
| 15  | 16:9 con area protetta in 4:3. In questo caso le bande laterali rispetto all'area esterna del 4:3 possono essere tagliate. |

## Voce collegate
- Letterbox
- Widescreen
- Widescreen signaling (WSS)